# Австрия на зимних Олимпийских играх 1968
Австрия принимала участие в Зимних Олимпийских играх 1968 года в Гренобле (Франция) в десятый раз за свою историю, и завоевала четыре серебряные, три золотые и четыре бронзовые медали. Сборная страны состояла из 76 спортсменов (63 мужчины, 13 женщин).
| Австрия на олимпиаде 1968 года в Гренобле | Австрия на олимпиаде 1968 года в Гренобле                 | Австрия на олимпиаде 1968 года в Гренобле | Австрия на олимпиаде 1968 года в Гренобле | Австрия на олимпиаде 1968 года в Гренобле |
| Медали                                    | Спортсмены                                                | Вид спорта                                | Дисциплина                                | Результат                                 |
| ----------------------------------------- | --------------------------------------------------------- | ----------------------------------------- | ----------------------------------------- | ----------------------------------------- |
| Золото                                    | Ольга Палль                                               | Горнолыжный спорт                         | Скоростной спуск, женщины                 |                                           |
| Золото                                    | Манфред Шмид                                              | Санный спорт                              | мужчины                                   | 2.52,48                                   |
| Золото                                    | Вольфганг Шварц                                           | Фигурное катание                          | мужчины                                   |                                           |
| Серебро                                   | Райнхольд Бахлер                                          | Прыжки на лыжах с трамплина               | мужчины                                   | 214,2                                     |
| Серебро                                   | Херберт Хубер                                             | Горнолыжный спорт                         | Слалом, мужчины                           |                                           |
| Серебро                                   | Манфред Шмид Эвальд Вальх                                 | Санный спорт                              | мужчины                                   | 1.36,34                                   |
| Серебро                                   | Эрвин Талер Райнхольд Дурнталер Херберт Грубер Йозеф Эдер | Бобслей                                   | мужчины                                   | 4.43,83                                   |
| Бронза                                    | Кристль Хас                                               | Горнолыжный спорт                         | Скоростной спуск, женщины                 |                                           |
| Бронза                                    | Альфред Матт                                              | Горнолыжный спорт                         | Слалом, мужчины                           |                                           |
| Бронза                                    | Хайнрих Месснер                                           | Горнолыжный спорт                         | Гигантский слалом, мужчины                |                                           |
| Бронза                                    | Бальдур Праймль                                           | Прыжки на лыжах с трамплина               | мужчины                                   | 212,6                                     |

## Состав и результаты олимпийской сборной Австрии

### Бобслей
Спортсменов — 9
Мужчины
| Соревнование | Спортсмены                                                | 1 заезд   | 1 заезд | 2 заезд   | 2 заезд | 3 заезд        | 3 заезд        | 4 заезд        | 4 заезд        | Итоговый результат | Итоговое место |
| Соревнование | Спортсмены                                                | Результат | Место   | Результат | Место   | Результат      | Место          | Результат      | Место          | Итоговый результат | Итоговое место |
| ------------ | --------------------------------------------------------- | --------- | ------- | --------- | ------- | -------------- | -------------- | -------------- | -------------- | ------------------ | -------------- |
| Двойки       | Эрвин Талер Райнхольд Дурнталер                           | 1:11,27   | 7       | 1:11,23   | 3       | 1:10,72        | 3              | 1:11,88        | 7              | 4:45,13            | 4              |
| Двойки       | Макс Кальтенбергер Фритц Динкгаусер                       | 1:11,34   | 9       | 1:12,15   | 9       | 1:11,00        | 5              | 1:12,14        | 8              | 4:46,63            | 8              |
| Четвёрки     | Эрвин Талер Райнхольд Дурнталер Херберт Грубер Йозеф Эдер | 1:10,08   | 2       | 1:07,40   | 2       | отменён погода | отменён погода | отменён погода | отменён погода | 2:17,48            | 2              |
| Четвёрки     | Манфред Хофер Ханс Рицль Фритц Динкгаусер Карл Пихлер     | 1:10,90   | 9       | 1:09,12   | 15      | отменён погода | отменён погода | отменён погода | отменён погода | 2:20,02            | 13             |